# Canthocamptus cryptorum
Canthocamptus cryptorum is een eenoogkreeftjessoort uit de familie van de Canthocamptidae. De wetenschappelijke naam van de soort is voor het eerst geldig gepubliceerd in 1868 door Brady.